# Bristol 408
Bristol 408 — спортивний автомобіль британської компанії Bristol Cars Ltd. 1963–1965 років, який прийшов на заміну моделі Bristol 407 і був збудований на основі її шасі. Випускалась двома серіями з кузовом 2-дверне купе. Було виготовлено близько 280 авто. Його замінила модель Bristol 409.

## Конструкція
У моделі застосували шасі моделі 406 та мотор V8 об'ємом 5130 см³ (98,55 мм × 84,07 мм) і потужністю 253 к.с. при 4400 об/хв. Великий запас потужності мотора дозволяв використовувати його у наступних моделях. Мотор доповнювала 3-ступенева автоматична коробка передач. Авто розвивало максимальну швидкість 203 км/год і розганялась 0-100 км/год за 9,2 сек.
Модель презентували у вересні 1963 на Earls Court Motorshow. Вона базувалась на попередній моделі і її перша серія 408 Mark I вирізнялась дещо модернізованим дизайном при моторі V8 об'ємом 5130 см³ при потужності 250 к.с.. Максимальна швидкість виносила 196–206 км/год. У презентованій восени 1964 серії 408 Mark II застосували певні технічні новації — мотор об'ємом 5211 см³. Його доповнила нова автоматична коробка передач. Дизайн кузова залишився без змін.
Модель вирізнялась добрими ходовими якостями при консервативній конструкції, що вирізняла його серед тогочасних машин. Одночасно великий запас потужності мотора при тестах 1964 виявив, що Bristol 408 на чверті милі здатен обігнати Ferrari 250 GT.
Компанія Bristol не оприлюднила офіційних даних про випуск моделі 408. Чисельність виготовлених машин різниться від 80 до 280 екземплярів.